# 梅斯塔峰
62°37′10.9″S 59°50′04.5″W / 62.619694°S 59.834583°W

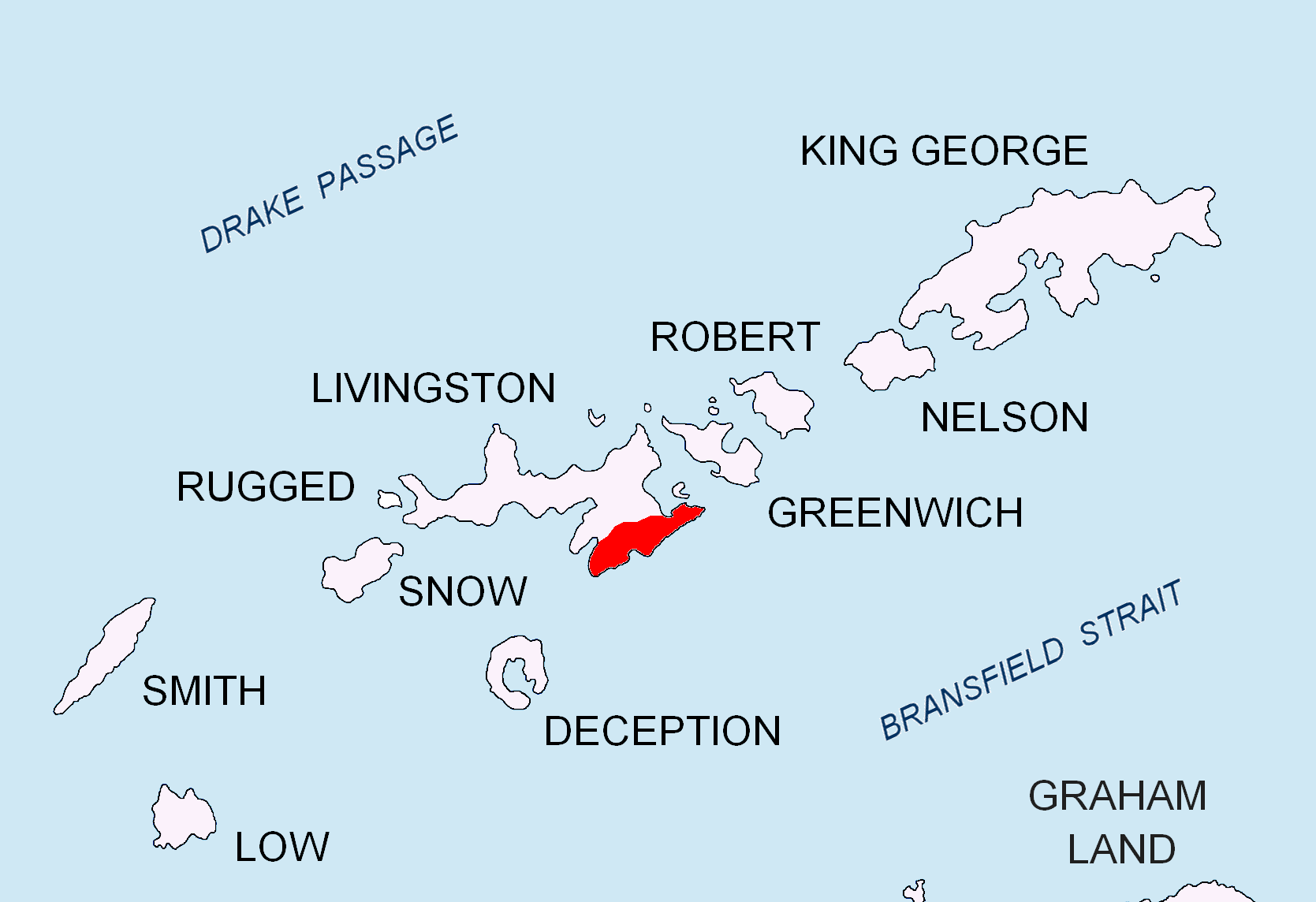

梅斯塔峰是南極洲的山峰，位於南設得蘭群島的利文斯頓島，屬於騰格里山脈中德爾切夫嶺的一部分，處於沙布拉海穹東北面1.05公里，該山峰以保加利亞的河流命名。

## 外部連結
- SCAR Composite Antarctic Gazetteer（页面存档备份，存于）.